# Belaynesh Oljira
Belaynesh Oljira (Etiopía, 26 de junio de 1990) es una atleta etíope, especialista en la prueba de 10000 m, con la que llegó a ser medallista de bronce mundial en 2013.

## Carrera deportiva
En el Mundial de Moscú 2013 gana la medalla de bronce en los 10000 metros, tras su compatriota la etíope Tirunesh Dibaba y la keniana Gladys Cherono.